# Odo drescoi
Odo drescoi är en spindelart som först beskrevs av Lodovico di Caporiacco 1955.  Odo drescoi ingår i släktet Odo och familjen taggfotsspindlar.
Artens utbredningsområde är Venezuela. Inga underarter finns listade i Catalogue of Life.